# 94e régiment d'infanterie « grand-duc de Saxe » (5e régiment d'infanterie thuringeois)
Pour les articles homonymes, voir 94e régiment.
Le 94e régiment d'infanterie « grand-duc de Saxe » (5e régiment d'infanterie thuringeois) est une unité de l'armée prussienne qui existe de 1867 à 1919 et dont les origines remontent à 1702.

## Débuts
Le 28 octobre 1702, le duc Guillaume-Ernest de Saxe-Weimar créé une compagnie « Garde à pied », conçue comme une troupe de maison ducale uniquement pour le service d'honneur et de garde. 17 ans plus tard, cette compagnie est organisée en régiment composé de deux bataillons. En 1790, le duc Charles-Auguste forme un « bataillon de tireurs d'élite » à partir de ces troupes. Le 15 décembre 1806, les ducs de Saxe-Weimar, Saxe-Gotha-Altenbourg, Saxe-Meiningen, Saxe-Cobourg-Saalfeld et Saxe-Hildburghausen doivent rejoindre la Confédération du Rhin et forment ensemble le « régiment des ducs de Saxe» en tant que contingent. Du côté de l’armée révolutionnaire française, les troupes sont presque entièrement détruites en Espagne en 1810. S'étant quelque peu rétabli en 1812, il subit de si lourdes pertes lors de la campagne de Russie que seuls les faibles restes peuvent se sauver. Au printemps 1813, un « Bataillon de Marche » est créé pour la France, mais après la défaite de Napoléon, il passe chez les alliés sous le nom de « Bataillon de Thuringe ».

## Histoire
Le 26 juin 1867, la Prusse et la Saxe-Weimar concluent une convention militaire en vertu de laquelle la force est créée sur le modèle prussien. Le 1er octobre 1867, il est nommé pour la première fois 94e régiment d'infanterie. L'état-major et le 1er bataillon sont à Weimar, le 2e bataillon stationné à Eisenach et bataillon de fusiliers à Iéna. L'unité est subordonnée à la 44e brigade d'infanterie et forme avec la 43e brigade d'infanterie, la 22e division d'infanterie du 11e corps d'armée. Au cours de l'expansion de l'armée, le régiment est subordonné le 1er avril 1899 à la 83e brigade d'infanterie (de), de la 38e division d'infanterie, toutes deux à Erfurt.
Le 25 octobre 1912, l'empereur Guillaume II décide que l'association s'appellera désormais 94e régiment d'infanterie « grand-duc de Saxe » (5e régiment d'infanterie thuringeois)

### Guerre franco-prussienne
Lors de la guerre contre la France en 1870/71, le régiment participe à la 22e division d'infanterie aux batailles de Frœschwiller-Wœrth et Sedan, la sortie du Mont Mesly, la bataille d'Artenay, la réunion d'Orléans, la prise de Châteaudun, la prise de Chartres, la bataille de reconnaissance de Courville, les batailles d'avant-poste de Levarille Saint-Sauveur, batailles de Châteauneuf en Thimerais, à Bretoncelles, escarmouche à Brou, bataille de Loigny-Poupry, à Orléans, à Beaugency-Cravant, bataille de La Fourche, bataille du Mans (batailles de Le Chêne-Les Cohernières, près de La Croir), bataille d'Alençon, résolution de Marsal, observation et encerclement du château du Palatinat, encerclement et siège de Paris.

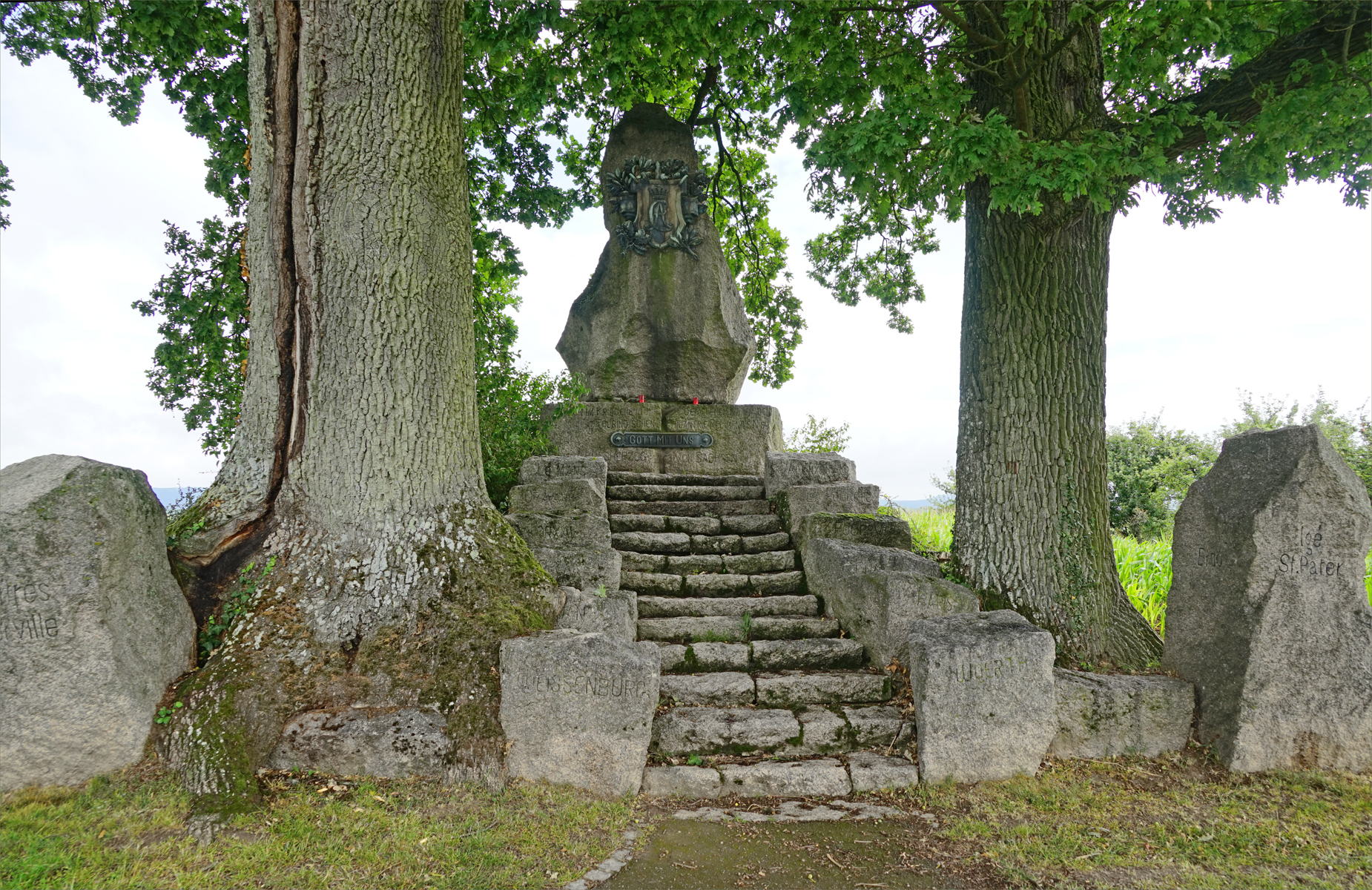
Monument commémoratif de la bataille de Frœschwiller-Wœrth le 6 août 1870, pour le 94e régiment d'infanterie

### Première Guerre mondiale

#### 1914 Front occidental
- 22 au 25 août – Prise de Namur

#### Septembre 1914 à septembre 1915 Front de l'Est
- 5 au 15 septembre – Première bataille des lacs de Mazurie
- 4 au 5 octobre – Bataille d'Opatów et Radom
- 9 au 20 octobre – Bataille d'Iwangorod
- 22 au 28 octobre – Bataille sur la Rawka
- 14 au 15 novembre – Bataille de Kutno
- 16 novembre au 15 décembre – Bataille de Łódź
- 30 novembre au 4 décembre – Bataille de Lask-Pabianice
- à partir de 18 décembre – Bataille sur la Rawka-Bzura
- jusqu'au 3 juillet – Bataille sur la Rawka-Bzura
- 13 au 17 juillet – Bataille de percée de Przasnysz
- 18 au 22 juillet – Combats de poursuite vers le Bas-Narew
- 23 juillet au 3 août – Bataille sur la Narew
- 4 au 7 août – Bataille sur l'Orz
- 8 au 10 août – Bataille d'Ostrow
- 11 au 12 août – Bataille de Tschishew-Sambrow
- 13 au 18 août – Combats de poursuite vers le Haut-Narew et Nurzec
- 19 au 25 août – Bataille de Bielsk
- 26 août au 5 septembre – Combats de poursuite à Swislocz et à Naumka-Werecia
- 6 au 7 septembre – Bataille de Wolkowyszk
- 8 au 16. septembre – Poursuite du Niémen à Bérézina
- 16 au 17 septembre – Bataille de la Szczara et de Jelnia
- 17 au 18 septembre – Combats de poursuite dans les marais lituaniens

#### Octobre 1915 à 1918 Front occidental
- à partir du 9 octobre - Combats sur l'Aisne
- au 14 mars 1916 - Combats sur l'Aisne
- 13 mai au 8 septembre – Bataille de Verdun
- 18-29 mai – Batailles pour la hauteur 304
- 18 octobre au 17 novembre – Bataille de la Somme
- 18 novembre au 17 décembre - Guerre de tranchées sur l'Yser
- à partir du 18 décembre – Guerre de tranchées sur la Somme
- jusqu'au 15 mars - Guerre de tranchées sur la Somme
- 15 mars au 5 avril - Guerre de tranchées sur l'Aisne
- 16 mars au 11 avril - Combats devant le front Siegfried
- 16 au 20 mai – Bataille printanière d'Arras
- 21 mai au 4 juin - Guerre de tranchées en Flandre et en Artois
- 8 juin au 6 août – Bataille de Flandre
- 7 au 27 août – Réserves OHL au Gouvernorat d'Anvers
- 28 août au 7 novembre - Guerre de tranchées en Flandre et en Artois
- 8 novembre au 3 décembre – Bataille d'Automne des Flandres
- à partir du 4 décembre - Guerre de tranchées en Flandre
- au 9 avril - Guerre de tranchées en Flandre
- 4 au 30 avril – Guerre de tranchées en Flandre et en Artois
  - 9 au 18 avril – Bataille d'Armentières
- 1er mai au 4 août - Combats de tranchées en Flandre française et en Artois
- 5 au 6 août - Combats sur le front Ypres - La Bassée
- 8 au 20 août – Bataille défensive entre la Somme et l'Avre
- 8 au 9 août – Bataille de chars entre Ancre et Avre
- 10 au 12 août – Bataille de la Voie Romaine
- 21 août au 2 septembre - Bataille défensive entre Scarpe et Somme
  - 22 août au 2 septembre – Bataille Albert-Péronne
- 3 au 7 septembre - Combats devant le front Siegfried
- 8 septembre au 8 octobre - Bataille défensive entre Cambrai et Saint-Quentin
- 9 au 15 octobre – Combats devant et dans la position Hermann
- 15 au 19 octobre - Combats entre le canal de la Deûle et l'Escaut
- 20 octobre au 4 novembre - Combats dans la position Hermann sur l'Escaut
- 5 au 11 novembre - Batailles de retraite devant la position Anvers-Meuse
- 12 novembre au 19 décembre – Évacuation du territoire occupé et marche vers le retour

### Commandants

#### Compagnie de garde à pied
- 28 octobre 1702 Otto Wilhelm von Rumroth
- 1729 Oberst Prince Emmanuel-Frédéric-Guillaume-Bernard de Saxe-Weimar

#### Régiment d'infanterie Saxe-Weimar-Eisenach
- 1733 : Prince Louis-Frédéric de Saxe-Hildburghausen

#### Régiment d'infanterie du Corps
- 12 janvier 1742 Christian Ernst von Stangen
- 6 juillet 1742 Wilhelm Ludwig von Buttlar
- 1750 Georg Heinrich von Burgsdorff (de)
- 1756 Johann Maximilian Albrecht von Laßberg
- 1784 Christian von Bendeleben (de)

#### Corps des chasseurs à pied, Corps de tireurs d'élite
- 1er juillet 1788 Wilhelm Heinrich von Germar (de)
- 1797 Friedrich Ludwig von Germar
- 1805 Johann Christoph Ehrenfried von Hoenning
- 1806 : Friedrich Ernst von Germar

#### Régiment des ducs de Saxe
- 1807 : August Karl von und zu Egloffstein (de)
- 3 avril 1813 Major du bataillon de Thuringe August Lincker von Lützenwick (de)
- 1813 Bataillon de Magdebourg : Major Ferdinand Johann Albrecht Wolfskeel von Reichenberg
- 1821 : Friedrich von Germar (de)
- 1828 : August Lincker von Lützenwick
- 1830 : Friedrich Ernst von Germar
- 1834 : Heinrich Emil Friedrich August von Beulwitz (de)
- 1840 : inoccupé
- 10 août 1848 Friedrich von Tümpling (de)
- 28 mai 1851 Heinrich Ernst von Poyda
- 1er avril 1863 Fritz von Sydow

#### 94erégiment d'infanterie
- 24 juin 1867 Julius von Bessel (de)
- 6 novembre 1870 Otto von Palmenstein
- 17 décembre 1870 Wilhelm Marschall von Sulicki (de)
- 18 mai 1876 Fritz von Wangenheim (de)
- 15 mai 1883 Heinrich zu Rantzau (de)
- 10 juillet 1888 Hugo von Hagen (de)
- 23 octobre 1890 August von Schmeling
- 14 mai 1894 Hugo von Eberstein (de)
- 20 juillet 1897 Julius Karl von Groß genannt von Schwarzhoff
- 18 avril 1900 Leo von Maercken zu Geerath (de)
- 18 juin 1903 Eberhard von Kurowski
- 14 juin 1906 Arnold von Winckler
- 18 novembre 1907 Klaus von Bismarck (de)
- 21 avril 1911 Leo von Stocken (de)
- 19 novembre 1912 Rudolf von Lepel (de)
- 2 août 1914 Friedrich Digeon von Monteton (de)
- 12 novembre 1914 Friedrich von Taysen (de)
- 13 avril 1918 Karl von Rettberg (de)
- Décembre 1918 – mars 1919 Friedrich von Taysen

### Divers

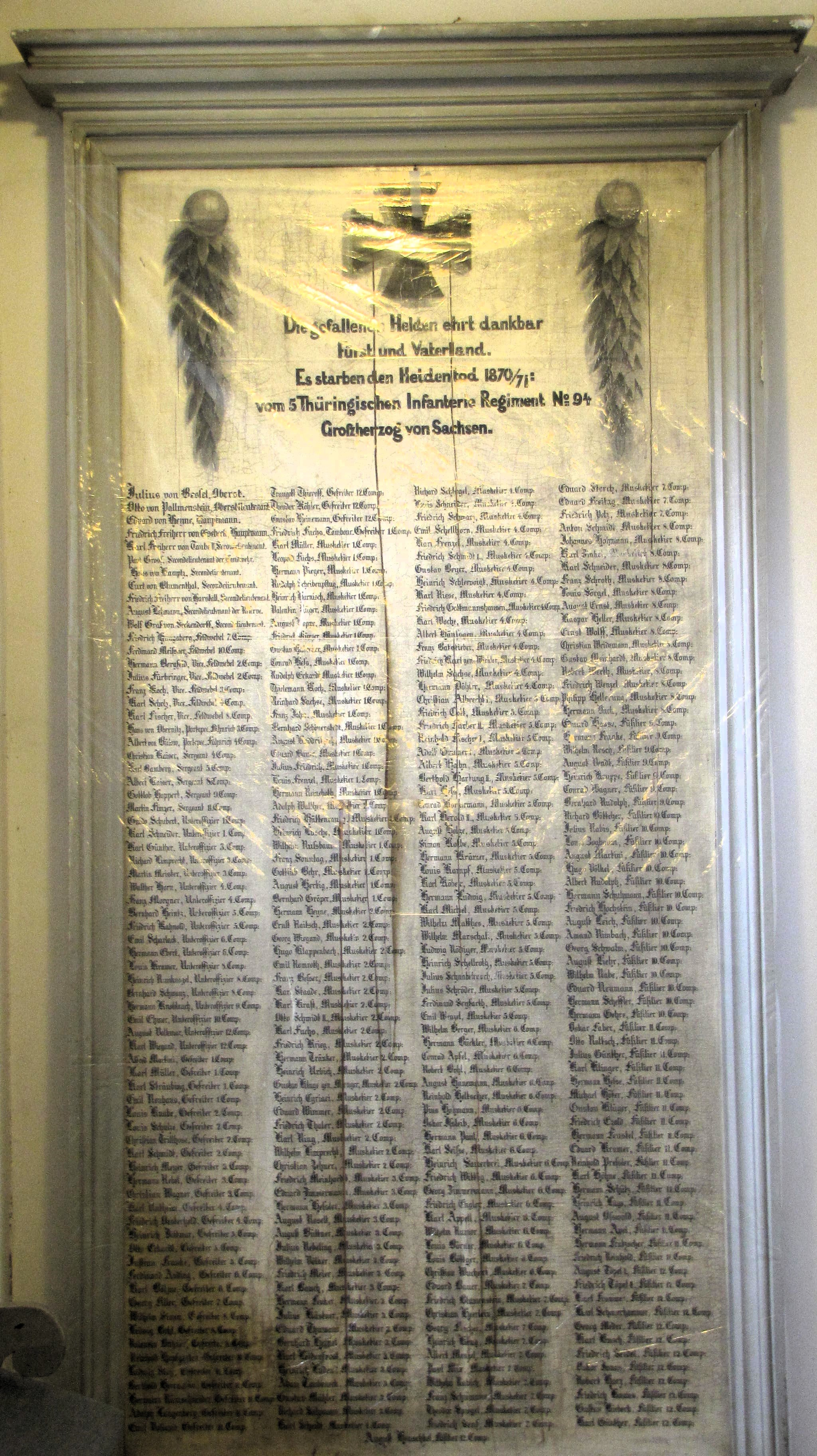
Plaque commémorative dans l' pour les soldats tombés au combat pendant la guerre contre la France en 1870/71

Le monument aux morts du 94e régiment (de) se trouve à Weimar jusqu'en 1949. Il est retiré de son emplacement en 1949 en raison de la directive no 30 (de) du Conseil de contrôle allié sur la suppression des monuments et musées allemands à caractère militaire et national-socialiste du 13 mai 1946.